# Puerto Montt Digital
Puerto Montt Digital era un proyecto que pretendía proveer de Internet WI-FI a toda la zona urbana de Puerto Montt con una velocidad de 256 kbps, incluyendo telecentros comunitarios donde la población que no tiene los recursos para comprar equipos pueda acceder a Internet y así contribuir a la Alfabetización digital. El proyecto se anunció en 2005 y contaba con el apoyo de la municipalidad de Puerto Montt, Cisco Systems e Intel. El proyecto consideraba una inversión de entre 4 y 5 millones de dólares de la época, para la habilitación de aproximadamente 500 puntos de acceso.

## Objetivo
El alcalde de la época lo expresó así:

el propósito de esta iniciativa es proporcionar a la ciudadanía la posibilidad de conexión inalámbrica gratuita para internet en el territorio urbano de la comuna
Rabindranath Quinteros, alcalde de IM Puerto Montt

Se esperaba que esto potenciaría el uso de Internet en la ciudad, llevándolo de 20% a 50%.

## Proyecto
El proyecto consideraba un despliegue de zonas wifi por la ciudad, de aproximadamente 500 puntos de acceso en 3 etapas.
Adicionalmente se implementarían al menos 4 portales para que la comunidad participara y así se generara contenido, como una suerte de espacio público virtual. Uno de los portales iba a contener información comunal e institucional, la oferta de servicios por sector, acceso a servicios comunales, promoción de la ciudad, espacio para la interacción ciudadana y noticias. Otro sitio web iba a estar dedicado a la actividad cultural. Un tercer sitio iba a ser construido y mantenido por jóvenes.
En octubre de ese año fue inaugurada por el presidente Ricardo Lagos.

## Problemas en la implementación y cierre del proyecto
Durante la puesta en marcha de la etapa 1, se logró conectar el 60% de los puntos de acceso comprometidos, además del atraso en la puesta en marcha de la zona 2.
Meses después, en junio del 2006 se anunció que el proyecto se suspendía y que la empresa que organizaba y operaba salía del proyecto. Se anuncia que se licitará a una nueva empresa.
Dentro de las causas del fracaso, distintos actores acusan diversas causas, entre las que están boicot de las empresas proveedoras de acceso a Internet, problemas de factibilidad técnica para entregar los puntos de acceso, falta de experiencia y gestión deficiente de la empresa operadora del proyecto.